# آل سعود

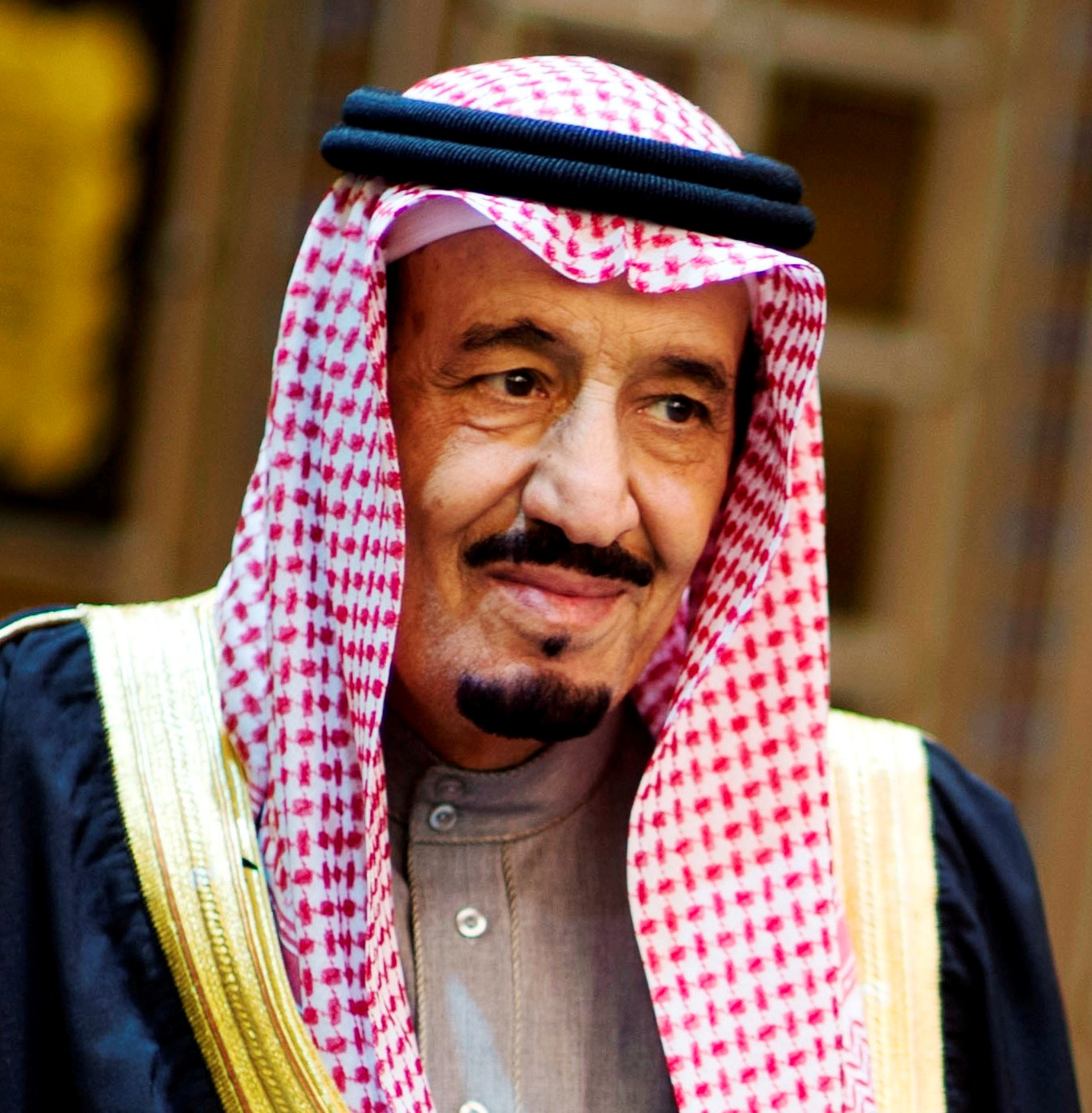
ملک سلمان پادشاه کنونی عربستان سعودی

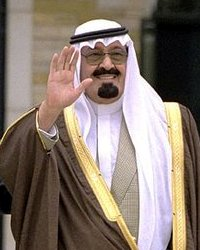
ملک عبدالله پادشاه پیشین عربستان سعودی

آل سعود یا خاندان سعود نام خاندان سلطنتی حاکم بر کشور عربستان است که از اواسط قرن بیستم و توسط عبدالعزیز بن عبدالرحمن آل سعود به حکومت در عربستان سعودی دست یافت و تاکنون بر بخش‌هایی از شبه‌جزیره عربستان حکومت می‌کند.
تاکنون ۷ پادشاه آل سعود بر این سرزمین زمام امور را در دست داشته‌اند که نخستین پادشاه ملک عبدالعزیز بود. شش پادشاه پس از او همگی فرزند او و برادر هستند.
دودمان آل سعود قدرت را از سال ۱۹۳۲ میلادی در کشور عربستان در دست دارد و نام کشور را منسوب به نام دودمان خود کرده‌است.
در عربستان ۷ هزار اعضاء دودمان سلطنتی آل‌سعود، به تمامی کشور و بیش از ۲۵ میلیون ساکنان آن حکم‌رانی می‌کنند. این گروه علاوه بر در دست‌داشتن تمامی امور حساس کشور، ثروت‌های نجومی حاصل از فروش نفت و گاز و تمامی امور کشور را بدون حضور هر گونه نهاد انتخابی یا نظارت مردمی در اختیار خود گرفته‌اند.

## گذشتهٔ خاندان آل سعود
آل سعود خاندانی است منسوب به سعود بن محمد آل مقرن که از ۱۷۲۰ بر بخشی از شبه‌جزیرهٔ عربستان حکومت می‌کرده‌است و اکنون نیز بر کشور عربستان سعودی، که نام این کشور از این دودمان گرفته شده، حکومت می‌کند.  حکومت های این خاندان از گذشته تاکنون در درون منطقهٔ عربستان را می‌توان به چهار دوره تقسیم نمود:
1. شیخ نشین درعیه
2. دولت نخست عربستان سعودی یا امارت درعیه
3. امارت نجد
4. عربستان سعودی (امروزین)

### تأسیس دولت آل سعود در درعیه تا چیرگی مصریان
| سال                     | نام حاکم سعودی              |
| ----------------------- | --------------------------- |
| ۱۷۳۵–۱۷۶۶               | محمد بن سعود                |
| ۱۷۶۶–۱۸۰۳               | عبدالعزیز بن محمد بن سعود   |
| ۱۸۰۳–۱۸۱۴               | سعود بن عبدالعزیز           |
| ۱۸۱۴–۱۸۱۸               | عبدالله بن سعود             |
| ۱۸۱۹–۱۸۲۰               | مشاری بن سعود               |
| ۱۸۳۴ (۴۰ روز حکومت کرد) | مشاری بن عبدالرحمن مشاری    |
| ۱۸۳۴–۱۸۳۸               | فیصل بن ترکی                |
| ۱۸۴۲–۱۸۴۳               | خالد بن سعود                |
| ۱۸۴۳–۱۸۶۵               | عبدالله بن ثنیان بن ابراهیم |
| ۱۸۶۵–۱۸۷۱               | فیصل بن ترکی                |
| ۱۸۷۱–۱۸۷۴               | عبدالله بن فیصل بن ترکی     |
| ۱۸۷۵–۱۸۸۷               | سعود بن فیصل بن ترکی        |

### چیرگی ابن سعود بر ریاض و آغاز دوران نوین فرمانروایی آل سعود
| ردیف                    | کنیه        | نام پادشاه                         | زادروز                         | آغاز فرمانروایی                                   | پایان فرمانروایی                                | درگذشت                           | توضیحات                                                   |
| ۱                       | ابو ترکی    | ملک عبدالعزيز بن عبدالرحمن آل سعود | ۱۵ ژانویه ۱۸۷۷ ۱۹ ذوالحجه ۱۲۹۳ | ۲۳ سپتامبر ۱۹۳۲ ۲۳ جمادی‌الاول ۱۳۵۱                | ۹ نوامبر ۱۹۵۳ ۲ ربیع‌الاول ۱۳۷۳                  | ۹ نوامبر ۱۹۵۳ ۲ ربیع‌الاول ۱۳۷۳   |                                                           |
| ۲                       | ابو فهد     | ملک سعود بن عبدالعزیز آل سعود      | ۱۵ ژانویه ۱۹۰۲ ۳ شوال ۱۳۱۹     | ۹ نوامبر ۱۹۵۳ ۲ ربیع‌الاول ۱۳۷۳                    | ۲ نوامبر ۱۹۶۴ ۲۷ جمادی‌الثانی ۱۳۸۴               | ۶ ذوالحجه ۱۳۸۸ ۲۳ فوریه ۱۹۶۹     |                                                           |
| ۳                       | ابو عبدالله | ملک فیصل بن عبدالعزیز آل سعود      | ۱۴ آوریل ۱۹۰۶ ۱۴ صفر ۱۳۲۴      | ۲ نوامبر ۱۹۶۴ ۲۷ جمادی‌الاول ۱۳۸۴                  | ۲۵ مارس ۱۹۷۵ ۱۲ آوریل ۱۳۹۵                      | ۲۵ مارس ۱۹۷۵ ۱۲ آوریل ۱۳۹۵       |                                                           |
| ولیعهد نخست ملک فیصل    | ابو فهد     | محمد بن عبدالعزیز آل سعود          | ۴ مارس ۱۳۱۰ ۲۲ صفر ۱۳۲۸        | آغاز ولایت‌عهدی: ۱۹۶۴ ۱۳۸۴                         | پایان ولایت‌عهدی: ۱۹۶۵ ۱۳۸۵                      | ۲۶ نوامبر ۱۹۸۸ ۱۶ ربیع‌الآخر ۱۴۰۹ | به سود ملک فیصل کناره‌گیری نمود.                           |
| ۴                       | ابو بندر    | ملک خالد بن عبدالعزیز آل سعود      | ۶ ربیع‌الاول ۱۳۳۱ ۱۳ فوریه ۱۹۱۳ | ۲۵ مارس ۱۹۷۵ ۱۲ ربیع‌الاول ۱۳۹۵                    | ۱۳ ژوئن ۱۹۸۲ ۲۱ شعبان ۱۴۰۲                      | ۱۳ ژوئن ۱۹۸۲ ۲۱ شعبان ۱۴۰۲       |                                                           |
| ۵                       | ابو فیصل    | ملک فهد بن عبدالعزیز آل سعود       | ۱۹۲۱                           | ۱۳ ژوئیه ۱۹۸۲ ۲۱ شعبان ۱۴۰۲                       | ۱ اوت ۲۰۰۵ ۲۶ جمادی‌الثانی ۱۴۲۶                  | ۱ اوت ۲۰۰۵ ۲۶ جمادی‌الثانی ۱۴۲۶   |                                                           |
| ۶                       | ابو متعب    | ملک عبدالله بن عبدالعزیز آل سعود   | ۱ اوت ۱۹۲۴ ۱۳۴۳ قمری           | ۱ اوت ۲۰۰۵ ۲۶ جمادی‌الثانی ۱۴۲۶                    | ۲۳ ژانویه ۲۰۱۵ ۳ ربیع‌الثانی ۱۴۳۶                | ۲۳ ژانویه ۲۰۱۵ ۳ ربیع‌الثانی ۱۴۳۶ |                                                           |
| ولیعهد نخست ملک عبدالله | ابو خالد    | سلطان بن عبدالعزیز آل سعود         | ۵ ژانویه ۱۹۲۸ ۱۳ رجب ۱۳۴۶      | آغاز ولایت‌عهدی: ۱ اوت ۲۰۰۵ ۲۶ جمادی‌الثانی ۱۴۲۶    | پایان ولایت‌عهدی: ۲۲ اکتبر ۲۰۱۱ ۲۴ ذوالقعده ۱۴۳۲ | ۲۲ اکتبر ۲۰۱۱ ۲۴ ذوالقعده ۱۴۳۲   | پیش از پادشاهی درگذشت.                                    |
| ولیعهد دوم ملک عبدالله  | ابو سعود    | نایف بن عبدالعزیز آل سعود          | ۹ اکتبر ۱۹۳۴ ۱ رجب ۱۳۵۳        | آغاز ولایت‌عهدی: ۲۷ اکتبر ۲۰۱۱ ۲۹ ذوالقعده ۱۴۳۲    | پایان ولایت‌عهدی: ۱۶ ژوئیه ۲۰۱۲ ۲۶ رجب ۱۴۳۳      | ۱۶ ژوئیه ۲۰۱۲ ۲۶ رجب ۱۴۳۳        | پیش از پادشاهی درگذشت.                                    |
| ۷                       | ابو فهد     | ملک سلمان بن عبدالعزیز آل سعود     | ۵ شوال ۱۳۵۴ ۳۱ دسامبر ۱۹۳۵     | ۲۳ ژانویه ۲۰۱۵ ۳ ربیع‌الثانی ۱۴۳۶                  | اکنون                                           | در قید حیات                      |                                                           |
| ولیعهد نخست ملک سلمان   | ابو فهد     | مقرن بن عبدالعزیز آل سعود          | ۱۵ سپتامبر ۱۹۴۵ ۷ شوال ۱۳۶۴    | آغاز ولایت‌عهدی: ۲۳ ژانویه ۲۰۱۵ ۳ ربیع الثانی ۱۴۳۶ | پایان ولایت‌عهدی: ۲۹ آوریل ۲۰۱۵ ۱۰ رجب ۱۴۳۶      | در قید حیات                      | از سوی ملک سلمان برکنار شد.                               |
| ولیعهد دوم ملک سلمان    | ×           | محمد بن نایف بن عبدالعزیز آل سعود  | ۳۰ اوت ۱۹۵۹ ۲۵ صفر ۱۳۷۹        | آغاز ولایت‌عهدی: ۲۹ آوریل ۲۰۱۵ ۱۰ رجب ۱۴۳۶         | پایان ولایت‌عهدی: ۲۱ ژوئن ۲۰۱۷ ۲۶ رمضان ۱۴۳۸     | در قید حیات                      | فرزند ولیعهد دوم ملک عبدالله. از سوی ملک سلمان برکنار شد. |
| ولیعهد سوم ملک سلمان    | ابو سلمان   | محمد بن سلمان بن عبدالعزیز آل سعود | ۳۱ اوت ۱۹۸۵ ۱۵ ذوالحجه ۱۴۰۵    | آغاز ولایت‌عهدی: ۲۱ ژوئن ۲۰۱۷ ۲۶ رمضان ۱۴۳۸        | اکنون                                           | در قید حیات                      | فرزند ملک سلمان                                           |

### جانشینی
طبق وصیت عبدالعزیز ولیعهدی به پسر بزرگتر برمی‌گردد. مگر آن‌که خود فرد بزرگ‌تر از آن امتناع کند. درآن‌صورت به پسر بزرگ‌تر بعدی می‌رسد.
در پادشاهی ملک عبدالله پس از مرگ سلطان بن عبدالعزیز (ولیعهد) به‌ترتیب عبدالرحمن، طلال و ترکی برادران بزرگ‌تر بودند که در نوبت ولیعهدی بودند، علی‌رغم این وصیت، پس از مرگ سلطان، نایف بن عبدالعزیز ولیعهد شد، و پس از مرگ او نیز سلمان بن عبدالعزیز ولیعهد شد و اختلاف در بین شاهزادگان ایجاد شد.
ملک سلمان نیز در پادشاهی خود به ترتیب با عزل مقرن بن عبدالعزیز و سپس محمد بن نایف در نهایت فرزند خود محمد بن سلمان را به ولیعهدی برگزید.

## خاندان آل سعود
خاندان نوین آل سعود همه از خانواده بزرگ ملک عبدالعزیز می‌باشند.

### خانواده و فرزندان
شمار دقیق همسران و فرزندان عبدالعزیز نامعلوم است. گفته می‌شود که او ۱۷ تا ۲۲ همسر قانونی و ۳۷ تا ۴۸ پسر داشته‌است. البته با توجه به قوانین مربوط به تعدد زوجات در اسلام هیچگاه بیش از ۴ زن در یک زمان نداشت و ازدواج‌های متعدد وی پس از طلاق همسر قبلی صورت می‌گرفت. وی همسران خود را از بین خانواده‌هایی انتخاب می‌کرد که قصد جلب حمایت آن‌ها را از حکومت خود داشت. تعداد دختران او به درستی مشخص نیست و در یکی از منابع ۲۱۵ نفر برآورد شده‌است. تعداد پسران او را نیز تا ۱۵۰ نفر ذکر کرده‌اند. هر شش پادشاه پس از عبدالعزیز از فرزندان او بوده‌اند.

### افراد مشهور
ملک عبدالعزیز آل سعود نخستین پادشاه عربستان نوین و فرزندان و خانواده بزرگ او نسل نوین آل سعودند. در این میان هفت سدیری، از جمله فهد هفت برادران تنی هستند که قدرتمندترین فرزندان عبدالعزیز به شمار می‌روند. فرزندان و نوه‌های مشهور ملک عبدالعزیز عبارتند از:
- ملک سعود بن عبدالعزیز آل سعود، دومین پادشاه عربستان نوین
  - بسمه بنت سعود، منتقد سیاست حکومت فعلی سعودی
- ملک فیصل بن عبدالعزیز آل سعود، سومین پادشاه عربستان نوین
  - سعود الفیصل، وزیر خارجه سابق
  - ترکی الفیصل، ریاست استخبارات عمومی اسبق
- محمد بن عبدالعزیز آل سعود، ولیعهد سابق عربستان سعودی
- ملک خالد بن عبدالعزیز آل سعود، چهارمین پادشاه عربستان نوین
- ملک فهد بن عبدالعزیز آل سعود، پنجمین پادشاه عربستان نوین
  - محمد بن فهد
- ملک عبداللہ بن عبدالعزیز آل سعود، ششمین پادشاه عربستان
  - متعب بن عبدالله، وزیر گارد ملی
- سلطان بن عبدالعزیز آل سعود، اولین ولیعهد ملک عبدالله (قبل از پادشاهی فوت شده‌است)
  - بندر بن سلطان، دبیر مجلس امنیت ملی عربستان و رئیس سرویس اطلاعاتی و امنیتی عربستان.
  - خالد بن سلطان، از فرماندهان ارشد
- نایف بن عبدالعزیز آل سعود، دومین ولیعهد ملک عبدالله (قبل از پادشاهی فوت شده‌است)
  - محمد بن نایف، دومین ولیعهد معزول ملک سلمان
- ملک سلمان بن عبدالعزیز آل سعود، پادشاه کنونی عربستان
  - محمد بن سلمان، ولیعهد کنونی ملک سلمان و وزیر دفاع پیشین عربستان
  - سلطان بن سلمان، فضانورد
  - فیصل بن سلمان، مدیر ارشد اجرایی
  - خالد بن سلمان، وزیر دفاع کنونی عربستان
- مقرن بن عبدالعزیز، سی و پنجمین و کوچک‌ترین فرزند ملک عبدالعزیز، اولین ولیعهد معزول سلمان، رئیس سابق سرویس اطلاعاتی خارجی
- مشعل بن عبدالعزیز
- متعب بن عبدالعزیز، برادر تنی مشعل
- عبدالرحمن بن عبدالعزیز، بازرس ارشد عربستان سعودی
- طلال بن عبدالعزیز
  - خالد بن طلال، بازرگان (زاده ۱۹۶۲)
  - ولید بن طلال، سرمایه‌دار
- ترکی بن عبدالعزیز
- بدر بن عبدالعزیز
- احمد بن عبدالعزیز
- هذلول بن عبدالعزیز
- سطام بن عبدالعزیز

## ثروت آل سعود
مجموع ثروت خاندان سعود برابر با ۱۰۰ میلیارد دلار حدس زده می‌شود. بر اساس سندی که ویکی‌لیکس آن را منتشر کرده‌است، یک شاهزاده سعودی به سفیر آمریکا در عربستان آن زمان اعلام کرده بود که "درآمد یک میلیون بشکه نفت به‌طور کامل روزانه به حساب ۵ تا شش شاهزاده سعودی واریز می‌شود. همچنین جزئیات توزیع درآمدها در میان افراد خاندان حاکم طبق این سند به نحوی است که تنها حقوق فرزندان ملک عبدالعزیز (بنیانگذار عربستان سعودی جدید) ماهانه به ۲۷۰ هزار دلار از خزانه دولتی می‌رسد. هم چنین دادن دختر به شاهزادگان آل سعود برای ازدواج به عنوان هدیه نیز بسیار مرسوم است. ویکی لیکس هم چنین از تصرف و فروش زمین‌ها و منابع دولتی و ملی عربستان توسط آل سعود بدون ضوابط و مقررات قانونی خبر داده‌است.
خبرگزاری رویترز در گزارشی که به برخی تلگرافهای سفارت آمریکا در عربستان می‌پردازد، به حقوق‌های پرداختی به خاندان آل سعود اشاره می‌کند. رویترز می‌نویسد که در یک تلگراف در نوامبر سال ۱۹۹۶ با عنوان «ثروت شاهانه خاندان سعودی: از کجا این پول‌ها به‌دست می‌آید» به جزئیات مفصلی از درآمدهای افراد خاندان حاکم در عربستان اشاره می‌شود و اینکه چطور دورترین فرد خاندان آل سعود تا نزدیکترین آن‌ها به ملک عبدالعزیز حقوق‌هایی بین ۸۰۰ دلار تا ۲۷۰ هزار دلار دریافت می‌کنند.
طبق این تلگراف دولت سعودی به خاندان حاکم حقوق‌هایی از این قرار می‌پردازد: به هر یک از فرزندان ملک عبدالعزیز (بنیانگذار عربستان سعودی جدید) ماهیانه حدود ۲۰۰ تا ۲۷۰ هزار دلار پرداخت می‌شود؛ همچنین به نوه‌های ملک عبدالعزیز حدود ۲۷ هزار دلار ماهیانه؛ و به فرزندان نواده‌ها (نتیجه‌های ملک عبدالعزیز) حدود ۱۳ هزار دلار ماهیانه و نواده‌های نواده‌های ملک عبدالعزیز (نبیره‌های ملک عبدالعزیز) ۸هزار دلار پرداخت می‌شود و دورترین فرد نسبت به خاندان آل سعود نیز دریافتی مابین ۸۰۰ دلار دارد.

## جایگاه اجتماعی
آل سعود از محبوبیت و حمایت بالایی در عربستان برخوردار است.